# 三公经费
三公经费是指中國大陸财政拨款支出安排的出国（境）费、车辆购置及运行费、公务接待费这三项经费。由于这三项费用的滥用涉及中华人民共和国党政机关的公费旅游、公车消费、公款吃喝等不良行为，故为社会普遍关注。

## 三公经费向社会公开
长期以来，中华人民共和国中央和地方政府三公经费不对社会公布，引起社会不满。
六四事件基本结束后，中共第十三届中央政治局为了应对社会普遍存在的腐败等现状而做出的《中共中央、国务院关于近期做几件群众关心的事的决定》后，中共中央办公厅、国务院办公厅1989年9月18日制定颁布《中共中央办公厅、国务院办公厅关于在国内公务活动中严禁用公款宴请和有关工作餐的规定》（简称《关于在国内公务活动中严禁用公款宴请和有关工作餐的规定》。
在2011年年初召开的全国“两会”上，200多名全国人大代表和全国政协委员分别在议案和提案中提出“三公消费”问题。在全国“两会”召开时，全国人民代表大会财政经济委员会相关负责人表示，将在2011年6月报告的2010年中央财政决算中公开“三公”支出。2011年3月23日，国务院总理温家宝主持召开国务院常务会议，决定2011年继续压缩中央部门“三公”经费预算，并在2011年6月向全国人民代表大会常务委员会报告中央财政决算时，在报告内容中纳入中央本级“三公”经费支出情况，而且向社会公开，接受社会监督。2011年5月4日，国务院总理温家宝主持召开国务院常务会议，“要求中央各部门公开2010年度‘三公’经费决算数和2011年‘三公’经费预算情况，地方政府及其有关部门要比照中央财政做法，并做好部门预算、‘三公’经费等公开工作。”。
2011年实行的中华人民共和国政府支出分类科目主要分为两层，一是按支出功能划分，按细化程度分为类、款、项三级，主要反映各项政府职能等，例如公共服务、医疗、卫生、教育、公共安全等；二是按经济分类划分，按细化程度分为类、款两级，反映经费的具体用途，例如人员工资、基本建设、商品购买等。三公经费反映的是经费的具体用途，故应属按经济分类划分。但由于经济分类在2011年还没有全面实行，所以三公经费只能从按支出功能划分的科目中整理出来。
自2008年5月1日《中华人民共和国政府信息公开条例》施行以来，部分中央部委和地方人民政府已经公开了部门预算，而且公开科目也在逐步细化。比如中华人民共和国财政部2011年4月1日公布的《财政部2011年财政拨款支出预算表》，打破了以往只公开按支出功能划分的第一级“类”和第二级“款”的惯例，首次公开了第三级“项”。地方人民政府如北京市人民政府的58个政府部门及直属机构，除北京市公安局涉密外，2011年全部公开部门预算。三公经费对社会公布是在上述进展的基础上的又一项政府信息公开举措。

### 中央三公经费向社会公开
2011年7月8日，中华人民共和国财政部在其官方网站上公布了中央本级“三公”经费2010年支出和2011年预算情况如下：
经财政部汇总，2010年中央本级，包括中央行政单位（含参照公务员法管理的事业单位）、事业单位和其他单位用财政拨款开支的因公出国（境）经费、公务用车购置及运行费、公务接待费（以下简称“三公经费”）决算支出94.7亿元。其中，因公出国（境）经费17.73亿元，公务用车购置及运行费61.69亿元，公务接待费15.28亿元。

2011年中央本级“三公经费”财政拨款预算94.28亿元。其中，因公出国（境）经费19.9亿元，公务用车购置及运行费59.19亿元，公务接待费15.19亿元。与2010年决算数相比，2011年中央本级“三公经费”财政拨款预算减少0.42亿元。其中，由于外交活动和国际交流增加，因公出国（境）经费比上年有所增加；公务用车购置及运行费、公务接待费比上年减少。
2011年4月14日，中华人民共和国科学技术部成为首个向社会公开三公经费的中央部门。自2011年7月初起，其他97个中央部门陆续向社会公布三公经费。这也是中央部门首次向社会公开三公经费。此次向社会公开三公经费的部门有：全国人民代表大会常务委员会办公厅机关、中国人民政治协商会议全国委员会、中共中央国家机关工作委员会、最高人民检察院、国务院办公厅、国务院组成部门、国务院直属特设机构、国务院直属机构、国务院办事机构、国务院直属事业单位、国务院部委管理的国家局、国务院议事协调机构办公室、参照公务员法管理机关（单位）。
中央部门公开2013年预算，“三公经费”预算首次同步亮相。据新华社北京4月18日电，随着国家发展和改革委员会等中央政府部门向社会公开各自2013年的部门预算，2013年中央部门预算公开全面启动，一并亮相的还有中央部门“三公经费”预算。数据显示，2013年中央本级“三公经费”财政拨款预算79.69亿元。这一数据比去年的预算执行数减少1.26亿元。

### 地方三公经费向社会公开
- 广东省省直属行政机关、事业单位（注释：也就是不包括任何市属及以下等级的单位，也不包括非省政府直属单位）2010年三公支出共10.44亿元，其中公务用车支出4.63亿元，因公出国支出0.73亿元，公款接待支出3.12亿元，公车购置1.96亿元。[7]